# 나가쿠라 모토키
나가쿠라 모토키(일본어: 長倉 幹樹, 1999년 10월 7일~)는 일본의 축구 선수이다.

## 구단 경력
그는 2022년 일본 지역 리그의 도쿄 유나이티드 FC에 입단했다. 2022년 8월 J2리그의 더스파구사쓰 군마로 이적했다. 2023년까지 26경기에 출전하여, 7득점을 넣었다. 2023년 7월 J1리그의 알비렉스 니가타로 이적했다. 2024년까지 40경기에 출전하여, 6득점을 넣었다. 2025년 우라와 레즈로 이적했다.